# Paul Bern
Paul Bern (3 de dezembro de 1889 – 5 de setembro de 1932) foi um cineasta alemão naturalizado estadunidense .

## Vida
Bern nasceu Paul Levy e veio para os Estados Unidos quando ainda garoto, passando a morar em Nova Iorque. Posteriormente mudou-se para Hollywood a fim de trabalhar como escritor e diretor de algumas pequenas companhias cinematográficas.  Logo trabalhava como produtor na Metro-Goldwyn-Mayer, então o  maior estúdio de todos.
Bern casou-se com a estrela de cinema Jean Harlow em 2 de julho de 1932, mas jamais consumou o casamento. O fato é que ele era completamente impotente, tinha o pênis e os testículos de um menino. Casou-se com Harlow na esperança de que ela, um símbolo sexual de Hollywood, pudesse curá-lo. Não funcionou. Para satisfazê-la, ele comprou um enorme pênis artificial, com testículos maciços e uma válvula que esguichava água na ponta. Quando irrompeu pelo quarto vestindo-o, Harlow caiu na gargalhada. Divertiram-se enquanto ele rodeava o quarto com a monstruosa engenhoca. Depois despedaçaram-na, jogaram-na na privada e deram a descarga. [carece de fontes?]
No dia seguinte, 5 de setembro, enquanto Harlow estava no estúdio, Bern foi encontrado nu, morto com um tiro na cabeça, em sua casa em Easton Drive, no Benedict Canyon Drive, Beverly Hills, Califórnia. Ele deixou uma nota, que dizia:
"Minha querida,
Infelizmente, este é o único modo de reparar o terível mal que lhe fiz e de apagar minha abjeta humilhação.
Amo você,
Paul.
Você compreende que ontem à noite foi apenas uma comédia."
Três dias mais tarde, o corpo da atriz Dorothy Milette foi retirado do rio Sacramento. Ela afirmava, em vida, ser a esposa legítima de Paul Bern. Dez anos antes, ela havia tido um colapso nervoso e decidiram interná-la. Recuperara-se o suficiente para mudar-se para uma suíte no hotel Algonquin, em Manhattan, onde Bern a sustentava. Ele a visitava, às vezes, mas ela ficara muito peturbada com o seu casamento com Harlow.
Embora na época a polícia tenha considerado a morte de Bern suicídio, como tudo indicava, em 1960 foi sugerido pelo escritor Ben Hecht que na verdade Bern foi assassinado por Millette, mas essa versão é bem pouco plausível.

## Filmografia selecionada
- Grand Hotel (1932)
- Anna Christie (1930)
- The Woman Racket (1930)
- The Dove (1927)
- The Beloved Rogue (1927)
- The Marriage Circle (1924)
- Head over Heels (1922)
- Greater than Love (1919)